# Pyrotechnische Fabrik Apel/Uftrungen
Die Pyrotechnische Fabrik Apel/Uftrungen war eine Fabrik für Feuerwerkskörper in Uftrungen, Sachsen-Anhalt.

## Geschichte
Friedrich Wilhelm Apel gründete die Pyrotechnische Fabrik Apel/Uftrungen, kurz Pfau genannt, im Jahr 1868. Er produzierte Feuerwerksartikel, arbeitete aber auch als Subunternehmer für die Konkurrenz in Silberhütte. Die Pfau ging nach dem Ersten Weltkrieg in die Hände Fritz Helbigs über. Neben pyrotechnischen Produkten für festliche Anlässe wurden auch Zündlichter für den Bergbau hergestellt. Der Ausbruch des Zweiten Weltkriegs führte zu einem Produktionsstopp, weil die Pfau sich im Sicherheitsbereich eines Rüstungsbetriebs befand, der in der Heimkehle produzierte.
Oskar Apel übernahm die Fabrik in der Nachkriegszeit und begann 1949 wieder mit der Herstellung von Zündlichtern. Das einstige Familienunternehmen erlebte nun einen deutlichen Aufschwung; knapp 50 Mitarbeiter wurden beschäftigt. 1972 erfolgte die Verstaatlichung. Die Pfau wurde Teil des VEB Silberhütte; Oskar Apel, der frühere Eigentümer, wurde Betriebsleiter. In dieser Zeit entwickelte sich die Pfau zum einzigen Produzenten von Frontstücken und zum wichtigsten Stoppinenhersteller in der DDR. 
1991 erfolgte die Reprivatisierung. Der Betrieb hieß nun Pyrotechnik Uftrungen GmbH. Übernahmeversuche durch die NICO-Silberhütte scheiterten, woraufhin sich die Buck Werke GmbH & Co. aus Bad Reichenhall in das Unternehmen einkaufte und die DEPYFAG Pyrotronic GmbH gebildet wurde. Neben Feuerwerksprodukten versuchte man sich auf die Entsorgung militärischer Pyrotechnik zu spezialisieren, was jedoch nicht mehr gelang. Im Jahr 1998 musste die Buck Werke GmbH & Co. Konkurs anmelden. Daraufhin wurde das Werk in Uftrungen von der NICO übernommen, die jedoch im Jahr 2001 ebenfalls zerfiel, woraufhin die Produktion in Uftrungen endgültig eingestellt wurde.